# Возвращение кота (1988)
Возвращение кота (англ. The Cat Came Back) — канадский анимационный фильм, снятый в 1988 году режиссёром Корделлом Баркером по его же сценарию Канадской государственной службой кинематографии.
Основан на детской песенке «И кот вернулся». Премьера мультфильма состоялась 22 июня 1988 года.

## Сюжет
Однажды одинокий старик мистер Джонсон находит на коврике у себя под дверью подброшенного маленького кота, которого он спешит приютить в своём доме. Но когда котёнок начинает всё  разрушать в доме, Джонсон пытается от него избавиться. Надоедливая желтая кошка становится проклятием в жизни мистера Джонсона, поскольку она постоянно пресекает его всё более отчаянные попытки избавиться от неё. Каждая его попытка более опасная, чем предыдущая, и заканчивается неудачей. И даже после смерти мужчина не может найти способ освободиться от некогда милого котенка.
Девять жизней кота мучают мистера Джонсона вечно.
Фильм, снятый в Виннипеге, получил более 15 наград, в том числе премию Canadian Screen Award for Best Animated Short за лучший анимационный короткометражный фильм, а также номинацию на премию Оскар.
Включен в список «50 величайших мультфильмов» американского историка анимации Джерри Бека, заняв 32-е место.